# Gottlieb William Leitner
Gottlieb William Leitner, född den 14 oktober 1840 i Pest, död den 22 mars 1899 i Bonn, var en engelsk lingvist och resenär.
Leitner fick sin uppfostran i Konstantinopel, Brussa och London, var 1855 under Krimkriget tolk åt engelsmännen, utnämndes 1861 till professor i arabiska vid King's College i London, men for efter någon tid till Lahore i Indien och inrättade där under årens lopp inte mindre än 70 bildningsanstalter, dels läroverk (bland annat Punjab University College), dels litterära samfund och folkbibliotek samt uppsatte sex tidningar på olika språk. På en forskningsfärd 1866–70 i Dardistan, Kashmir, Ladak upptäckte Leitner darduspråken. Han hopbragte en synnerligen rik samling av indiska och centralasiatiska fornlämningar, mynt, skulpturer och manuskript. Under sista delen av sin levnad ledde han i Woking en angloindisk skola. Han talade, läste och skrev 25 språk. Av hans arbeten kan nämnas The races and languages of Dardistan (2 band, 1867–71; 2:a upplagan 1877), The sinin-ul-Islam (1872; om muslimernas historia och litteratur sedda i samband med världshistorien) samt Graeco-buddhistic discoveries (1873–74), History of Dardistan, Kafiristan (1881) och History of indigenous education in the Panjab since annexation (1883).